# Johan Esaias Nilson

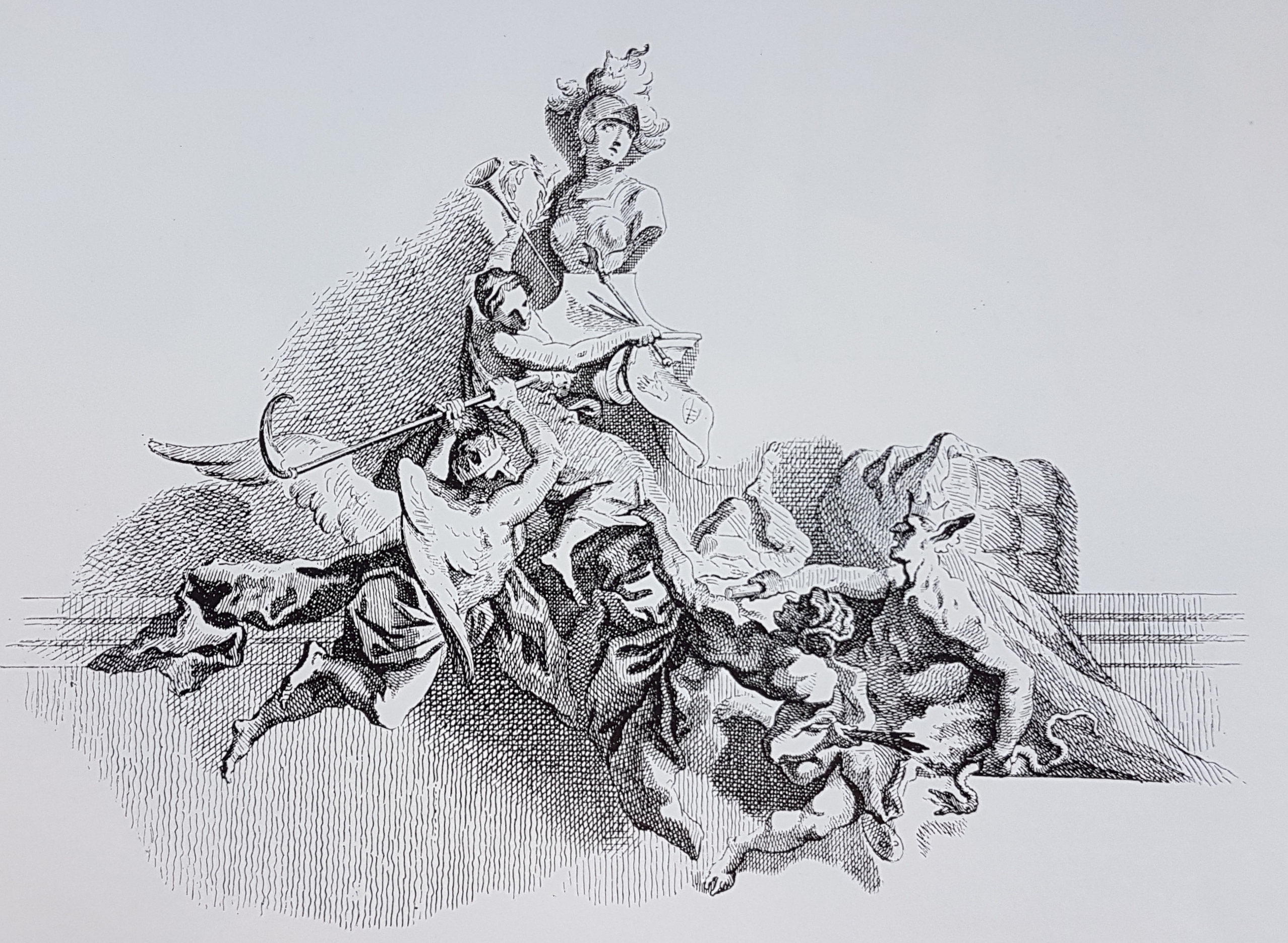
Konsten hotad av våld och avund, räddad genom tiden. Kopparstick av Johannes Esaias Nilsson

Johan Esaias Nilson, född 2 november 1721 i Augsburg, död 3 april 1788 Augsburg, var en tysk miniatyrmålare, kopparstickare och tecknare.      
Han farfar utvandrade från Sverige i slutet av 1600-talet. Han var son till målaren Andreas Nilson (1690–1751) och miniatyrmålaren Rosina Barbara Nilson samt från 1755 gift med målaren Rosina Catharina Crophius. Han var en medlemmarna i målarsläkten Nilson som under 1600- och 1700-talet omfattade ett 15-tal konstnärer. Som kopparstickare och tecknare arbetade Nilson huvudsakligen med vinjetter och illustrationer för tryckta verk men han utförde även porträtt i målade miniatyrer. Marianne Schuster skrev 1936 boken Johann Esaias Nilsson. Ein Kupferstecher des süddeutschen Rokokos 1721-1788 som behandlar hans liv och arbete. Nilson är representerad vid flera museum bland annat National Gallery of Art och Nationalmuseum i Stockholm.